# William Forsyth (horticultor)
William Forsyth (Oldmeldrum, Aberdeenshire, 1737 –1804) va ser un botànic escocès. Va ser cap dels jardins reials i membre fundador de la Royal Horticultural Society. Forsyth es va formar com a jardiner al Chelsea Physic Garden. El 1779 va ser nomenat superintendent en cap dels jardins reials a Kensington Gardens i St. James's. Un net seu, Joseph Forsyth Johnson (1840–1906), va ser el jardiner i arquitecte que al seu torn va ser besavi de Bruce Forsyth.
La seva signatura abreujada com a botànic és Forsyth. El gènere de plantes Forsythia, rebé el seu nom en honor seu.